# Fletxa Valona femenina
La Fletxa Valona femenina és una cursa ciclista professional femenina de ciclisme en ruta d'un dia que es disputa a Bèlgica des del 1998. La cursa, com la seva versió masculina, és organitzada per l'Amaury Sport Organisation el mes d'abril. Des del 2016, és una de les proves de l'UCI Women's WorldTour. Prèviament, des del 1999 al 2015 va formar part de la Copa del Món de ciclisme femení.
Després que, el 2019, se celebrés l'última edició de l'Emakumeen Euskal Bira, la Fletxa Valona és la segona cursa més antiga de l'UCI Women's World Tour, darrere del Trofeo Alfredo Binda. A més, la competició forma part de l'anomenada Setmana de les Ardenes, juntament a l'Amstel Gold Race i la Lieja-Bastogne-Lieja, essent-ne la segona competició per ordre cronològic.
La seva primera vencedora fou l'italiana Fabiana Luperini. Per la seva banda, la neerlandesa Anna van der Breggen n'ostenta el rècord de victòries (7 consecutives).

## Palmarès
| Any  | Vencedora              | Segona                | Tercera              |
| ---- | ---------------------- | --------------------- | -------------------- |
| 1998 | Fabiana Luperini       | Pia Sundstedt         | Catherine Marsal     |
| 1999 | Hanka Kupfernagel      | Edita Pučinskaitė     | Cindy Pieters        |
| 2000 | Geneviève Jeanson      | Pia Sundstedt         | Fany Lecourtois      |
| 2001 | Fabiana Luperini       | Anna Millward         | Trixi Worrack        |
| 2002 | Fabiana Luperini       | Lyne Bessette         | Priska Doppmann      |
| 2003 | Nicole Cooke           | Sue Palmer-Komar      | Oenone Wood          |
| 2004 | Sonia Huguet           | Hanka Kupfernagel     | Edita Pučinskaitė    |
| 2005 | Nicole Cooke           | Oenone Wood           | Judith Arndt         |
| 2006 | Nicole Cooke           | Judith Arndt          | Trixi Worrack        |
| 2007 | Marianne Vos           | Nicole Cooke          | Judith Arndt         |
| 2008 | Marianne Vos           | Marta Bastianelli     | Judith Arndt         |
| 2009 | Marianne Vos           | Emma Johansson        | Claudia Häusler      |
| 2010 | Emma Pooley            | Nicole Cooke          | Emma Johansson       |
| 2011 | Marianne Vos           | Emma Johansson        | Judith Arndt         |
| 2012 | Evelyn Stevens         | Marianne Vos          | Linda Villumsen      |
| 2013 | Marianne Vos           | Elisa Longo Borghini  | Ashleigh Moolman     |
| 2014 | Pauline Ferrand-Prévot | Lizzie Armitstead     | Elisa Longo Borghini |
| 2015 | Anna van der Breggen   | Annemiek van Vleuten  | Megan Guarnier       |
| 2016 | Anna van der Breggen   | Evelyn Stevens        | Megan Guarnier       |
| 2017 | Anna van der Breggen   | Lizzie Deignan        | Katarzyna Niewiadoma |
| 2018 | Anna van der Breggen   | Ashleigh Moolman      | Megan Guarnier       |
| 2019 | Anna van der Breggen   | Annemiek van Vleuten  | Annika Langvad       |
| 2020 | Anna van der Breggen   | Cecilie Uttrup Ludwig | Demi Vollering       |
| 2021 | Anna van der Breggen   | Katarzyna Niewiadoma  | Elisa Longo Borghini |
| 2022 | Marta Cavalli          | Annemiek van Vleuten  | Demi Vollering       |
| 2023 | Demi Vollering         | Liane Lippert         | Gaia Realini         |
| 2024 | Katarzyna Niewiadoma   | Demi Vollering        | Elisa Longo Borghini |
| 2025 |                        |                       |                      |